# Троиси, Личия
Личия Троиси (правильнее Ли́ча Трои́зи; итал. Licia Troisi, род. 25 ноября 1980, Рим) — итальянская писательница, пишет фэнтези.

## Биография
Ранее изучала астрофизику. В настоящее время работает экскурсоводом в астрофизическом отделе Римской Обсерватории.
В 6 лет написала первый рассказ, в 10 лет — первый роман.
В 22 года начала трилогию «Хроники всплывшего мира».
В 2004 она передала рукопись в Миланское издательство «Mondadori». Книги выпускались с 2004 по 2006 годы. Было продано более 1 500 000 экземпляров: трилогия стала бестселлером. Книга «Ниал» планировалась как однотомное издание и превратилась в трилогию только после поступления в издательство. Перевод первого тома появился в феврале 2006 г под названием «Ниал — из Земли Ветра» в издательстве «Heyne». Второй том — «Миссия Сеннара» — был издан в феврале 2007, третий том — «Талисман власти» — появился в августе 2007.
Кроме того, Личия Троиси написала вторую трилогию — «Войны всплывшего мира», первая часть которой появилась весной 2008. Трилогия опять публикуется издательством «Heyne», она стала известной под заголовком «Воин тени», первая часть называется «Наследие драконов» или «Гильдия убийц», вторая «Две воительницы» и третья «Новое королевство».
После написала третью трилогию под названием «Легенды Всплывшего мира».

## Личная жизнь
В 2007 году вышла замуж. В 2009 году у неё родилась дочь Ирене.